# Desigualdades de género en la experiencia del tiempo
Las desigualdades de género en la experiencia del tiempo es un concepto que se refiere a que como la división sexual del trabajo consiste en la asignación casi exclusiva de las tareas domésticas de carácter reproductivo y de cuidado a las mujeres, lo cual trae como consecuencia que ellas disponen de mucho menor tiempo para el descanso y las actividades de ocio ya que tienen una doble e incluso triple jornada laboral, la remunerada y no remunerada. Esto hace que su experiencia del tiempo sea muy diferente de la de los varones.

## Diferencias en la experiencia del tiempo
La división sexual del trabajo consiste en la asignación casi exclusiva de las tareas domésticas de carácter reproductivo y de cuidado a las mujeres. La distribución tradicional de funciones según el sexo ha establecido un patrón donde las responsabilidades hogareñas y asistenciales son principalmente asumidas por el sector femenino de la población, quienes asumen una doble jornada laboral, incluso triple, debido a las tareas domésticas y el cuidado de los niños/as y ancianos/as.Esto genera un impacto profundo en la libertad e independencia de las mujeres, al restringir sus posibilidades de crecimiento individual, formativo y ocupacional. El exceso de actividades sin compensación monetaria obstaculiza su incorporación al ámbito profesional y limita sus oportunidades de progreso financiero y comunitario. El tiempo dedicado al sector de cuidados asistencial, que abarca desde la educación infantil hasta la administración domiciliaria, resulta fundamental para el funcionamiento social, aunque permanece oculto y subestimado: 

Las mujeres hacen más cosas que los otros integrantes de la familia (especialmente los hombres); por qué el tiempo de aquéllas, es decir el personal,social y comunitario, político, de ocio se desvanece como agua entre las manos.

Al convertir esto en valores monetarios, constituiría una parte considerable del producto económico mundial. En 2018, la Organización Internacional del Trabajo estimó que se dedicaban alrededor de 16,4 mil millones de horas diarias al trabajo de cuidado no remunerado, lo cual era lo mismo que 2 mil millones de personas trabajando a tiempo completo sin remuneración, es decir, alrededor del 25% de la población mundial total.
En Venezuela, por ejemplo, el trabajo no remunerado representó entre 12,9% y 15,0% del PIB de 2023, de los cuales tres cuartas partes fue producido por mujeres, valor que pondría a estas actividades como el principal sector de la economía no petrolera, por encima de la actividad manufacturera, la producción de servicios del gobierno general o el sector de telecomunicaciones.
La disparidad en el uso del tiempo basada en el sexo es notoria: las integrantes femeninas de la sociedad invierten, aproximadamente, el triple de tiempo que sus contrapartes masculinas en actividades relacionadas con el trabajo no remunerado, lo que intensifica así las diferencias económicas y sociales.A pesar de las transformaciones en los entornos laborales, la mayoría de las naciones mantienen una estructura donde los varones predominan en empleos remunerados mientras las mujeres asumen principalmente las tareas domésticas y asistenciales. Cuando una mujer llega a su hogar luego de una jornada de trabajo debe ocuparse de las tareas domésticas, limpiar, lavar la ropa, cocinar, servir la comida, atender a los demás integrantes de su familia y limpiar la cocina. La sobrecarga de trabajo gratuito debido a la asignación casi exclusiva de las tareas domésticas de carácter reproductivo y de cuidado a las mujeres les resta tiempo para capacitación y recreación. Además les quita opciones al incorporarse al mercado laboral, acceder a puestos de trabajo mejor pagos y más diversificados y participar en la actividad social y política. Esta asignación desbalanceada de los tiempos repercute en su calidad de vida, afecta su acceso al reposo, la educación y la participación cívica.  La ausencia de valoración y compensación por estas contribuciones mantiene la inequidad y complica la integración femenina en posiciones de autoridad y dirección ya que las condiciones de la división sexual del trabajo hacen imposible que la mayoría de las mujeres se incorporen al mercado laboral de la forma en que lo hace la población masculina.
Algunos estudios muestran que a partir de los 44 años los hombres disminuyen el tiempo dedicado al hogar mientras que las mujeres, además de ser las que mayor tiempo invierten en lo doméstico, para el grupo de 65 años aumenta la cantidad de horas dedicadas al hogar.
Un elemento determinante adicional es la exclusión del trabajo hogareño no compensado en los análisis financieros, lo que imposibilita la evaluación precisa de las diferencias de ingresos familiares. Frecuentemente, los hombres obtienen ventajas del trabajo no pagado de sus compañeras, mientras las mujeres que encabezan hogares deben asumir estas responsabilidades sin colaboración externa. Esta circunstancia aumenta la vulnerabilidad femenina en el contexto laboral, al tiempo que deteriora su condición física y psicológica.
Las funciones asistenciales y domésticas sin retribución representan una carga excesiva para las mujeres, quienes deben conciliar estas obligaciones con ocupaciones formales o buscar alternativas que generalmente implican costos adicionales.  
El aporte económico de dichas actividades supera al de importantes sectores industriales; sin embargo, continúa sin reconocimiento en la estructura productiva nacional. El cambio climático ha intensificado esta problemática, incrementando el tiempo que las mujeres deben dedicar a tareas esenciales como la obtención de recursos básicos en diversas zonas geográficas.
Globalmente, las mujeres siguen concentradas en posiciones laborales con menor compensación económica y limitado acceso a prestaciones laborales. La pandemia de COVID-19  profundizó aún más estas disparidades.  Los efectos de este mandato cultural de cuidado se expresan en una sobrecarga de trabajo sin reconocimiento social, ausencia de tiempo disponible para capacitación y recreación, lo cual limita también  sus posibilidades de participar en la actividad social y política.
En diversos estados europeos, las políticas de flexibilización en sistemas de retiro y las subvenciones dirigidas a quienes realizan labores domésticas han producido consecuencias imprevistas, como la división del mercado laboral y la consolidación del esquema donde los hombres ocupan posiciones de tiempo completo mientras las mujeres trabajan en modalidades reducidas con menores garantías.Las mujeres siguen teniendo en su mayoría trabajos menos lucrativos y que no permiten disfrutar de prestaciones. Todos esto mantiene la brecha salarial de género ya que las mujeres ganan menos que los varones, aun cuando soportan el peso que representan el trabajo de cuidado no remunerado y el trabajo doméstico
Por toda esta sobrecarga las mujeres tienen menos tiempo libre, a las mujeres les queda menos tiempo para sus hobbies y les falta más energía para realizar actividades de ocio que a los varones.